# Wschodnie Królestwo Węgier
Wschodnie Królestwo Węgier (węg. Kelet Magyar Királyság) − nazwa wschodniej, zależnej od Turcji części Królestwa Węgier w latach 1538–1551 oraz 1556–1570, która po układzie w Wielkim Waradynie znalazła się pod rządami Zapolyów: początkowo Jana Zápolyi jako dożywotniego króla Węgier, a po jego śmierci pod panowaniem jego syna, aż do zrzeczenia się przez niego tytułu królewskiego i przyjęciu tytułu księcia Siedmiogrodu.

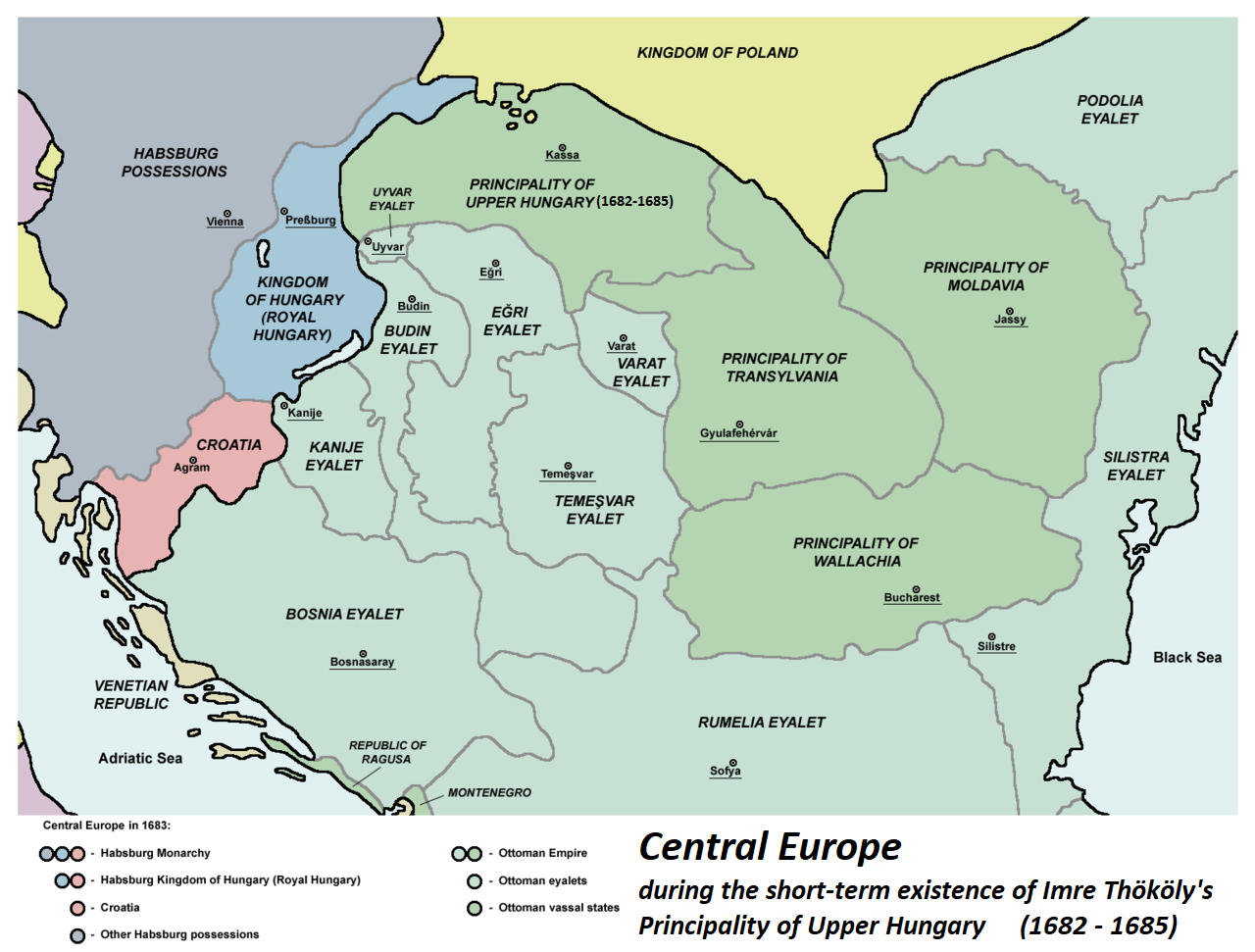
Ziemie węgierskie ok. 1683 roku, dziedzicem Wschodniego Królestwa było Księstwo Siedmiogrodzkie

Podział Węgier był wynikiem wymarcia czesko-węgierskich Jagiellonów po śmierci Ludwika II w bitwie pod Mohaczem (1526) i późniejszego sporu o sukcesję pomiędzy Habsburgami i Janem Zápolyą. Ferdynand I Habsburg rościł sobie prawo do korony węgierskiej na podstawie postanowień zjazdu wiedeńskiego z 1515 roku oraz poprzez prawa swej małżonki, Anny Jagiellonki, która była siostrą ostatniego króla Czech i Węgier. Jan Zápolya natomiast opierał swoje prawa do tronu na woli szlachty, która obrała go królem i na uchwale sejmowej z roku 1505, w której patriotycznie nastawieni posłowie uznali, że nigdy więcej tron węgierski nie powinien przypaść cudzoziemcom. Po latach walk, w 1538 roku, Jan zawarł z Habsburgami układ w Wielkim Waradynie, który dawał mu prawo do dożywotniego używania tytułu królewskiego i rządzenia w centralnej i wschodniej części Węgier. W zamian Ferdynand i jego spadkobiercy mieli zagwarantowane następstwo w całym kraju po śmierci bezdzietnego i nieżonatego wówczas Jana. 
Układ wielkowaradyński stał w sprzeczności z interesami sułtana tureckiego, Sulejmana Wspaniałego, który wspierał Zápolyę w walce z Habsburgami i uważał jego państwo za kraj wasalny. Sytuacja królestwa Zápolyi zmieniła się, gdy Jan ożenił się z Izabelą Jagiellonką i na dwa tygodnie przed swoją śmiercią doczekał się narodzin syna - Jana Zygmunta (1540). Za radą doradcy zmarłego władcy, Jerzego Utiešenovicia, szlachta, obawiając się najazdu tureckiego w razie obioru Habsburga na tron, wybrała na króla młodego Zápolyę. Regentką została królowa Izabela, choć realną władzę objął sam Utiešenović. Wybór kolejnego Zápolyi na króla i zerwanie umowy wielkowaradyńskiej doprowadził do wojny z Habsburgami i ataku Ferdynanda na stolicę kraju (Budę), a to z kolei do interwencji Turków. Sulejman pokonawszy Austriaków (1541) nie oddał jednak Budy Zápolyom, przyłączając centralne Węgry do swego imperium. W ten sposób państwo węgierskie rozpadło się na 3 części. Część zachodnia pozostała bowiem w rękach Habsburgów, natomiast Izabela i jej syn otrzymali od sułtana w lenno część wschodnią dawnego królestwa: Siedmiogród, ziemie nad Cisą i wschodnią część ówczesnych Górnych Węgier, czyli Słowacji. W wyniku dalszych walk i intryg terytorium Wschodnich Węgier było coraz bardziej ograniczane zarówno przez Habsburgów jak i Turków. W roku 1551, w wyniku przejścia Jerzego Utiešenovicia na stronę Habsburgów, Izabela została zmuszona zrzec się praw do korony w imieniu swoim i swego syna i do wyjazdu na Śląsk, gdzie Zapolyowie otrzymali w ramach rekompensaty księstwo opolskie. Wschodnie Węgry uznały wówczas władzę Habsburgów, a ambitny Utiešenović, który marzył o władzy dla siebie został wkrótce zamordowany. Rządy habsburskie trwały jednak krótko. Niedotrzymanie przez Ferdynanda obietnic wobec Izabeli i jej syna oraz niemożność obrony Siedmiogrodu przed atakami tureckimi spowodowało powrót Zápolyów na Węgry i reaktywację niezależnego od Habsburgów państwa pod egidą turecką (1556). Mimo tego wschodnie królestwo miało coraz mniejsze szanse na zjednoczenie Węgier, zwłaszcza, że zostało w tym czasie ograniczone do niemal samego Siedmiogrodu. Gdy po śmierci Izabeli (1559) Jan II Zygmunt został pokonany przez Austriaków i ostatecznie utracił ziemie na Słowacji, uznał prawa Habsburgów do korony węgierskiej i zrzekł się tytułu królewskiego, stając się pierwszym księciem Siedmiogrodu (układ w Spirze, 1570). Od tej pory część zachodnią Węgier nazywano Węgrami Królewskimi, a wschodnią Księstwem Siedmiogrodu. Podział ten utrzymał się aż do czasów pokoju karłowickiego, gdy całość Węgier znalazła się pod władzą Habsburgów (1699).